# 毛枝荚蒾
毛枝荚蒾（学名：Viburnum atrocyaneum sp. harryanum）为忍冬科荚蒾属下的一个亚种。